# Arachosia (nhện)
Arachosia là một chi nhện trong họ Anyphaenidae.